# Столбищенское сельское поселение (Татарстан)
Столбищенское се́льское поселе́ние — муниципальное образование в Лаишевском районе Татарстана Российской Федерации. Административный центр — село Столбище.

## История
Статус и границы сельского поселения установлены законом Республики Татарстан от 31 января 2005 года № 28-ЗРТ «Об установлении границ территорий и статусе муниципального образования „Лаишевский муниципальный район“ и муниципальных образований в его составе».

## Население
| 2010  | 2011  | 2012    | 2013  | 2014  | 2015  | 2016  |
| ----- | ----- | ------- | ----- | ----- | ----- | ----- |
| 5503  | ↗5513 | ↗5631   | ↗5892 | ↗6125 | ↗6478 | ↗6898 |
| 2017  | 2018  | 2021    |       |       |       |       |
| ↗7533 | ↗8280 | ↗15 673 |       |       |       |       |

## Состав сельского поселения
| № | Населённый пункт | Тип населённого пункта       | Население |
| - | ---------------- | ---------------------------- | --------- |
| 1 | Столбище         | село, административный центр | ↗8285     |
| 2 | Усады            | село                         | ↗7388     |

## Транспорт
Через оба села до Казани ходят автобусы № 197 (из аэропорта через сёла Большие и Малые Кабаны), 559 (из посёлка Тетеево), 528 (из села Нармонка), 118 (из села Кощаково), 509 (из села Атабаево) и № 103 (из посёлка Троицкий).